# 觀塘東南
觀塘東南（英語：Kwun Tong Southeast，代號J1）是香港觀塘區議會下轄的選區，2023年設立，定為雙議席選區。

## 範圍
現時選區包括藍田、茶果嶺及油塘，北達將軍澳道、晒草灣、茶果嶺一帶，南至鯉魚門、東沿五桂山及照鏡環山，與其接壤的選區有觀塘中及觀塘北以及西貢區議會的西貢及坑口、將軍澳南選區。
投票站設有十三個，分別位於藍田（東區）社區會堂、藍田南體育館、聖愛德華天主教小學、聖公會德田李兆強小學、聖公會李兆強小學、康栢苑聖公會慈光堂聖匠幼稚園、高俊苑保良局方王錦全幼稚園、高翔苑香港中國婦女會李樹培夫人啟知中心、油塘社區會堂、中華基督教會基法小學（油塘）、聖公會油塘基顯小學、天主教普照中學、鯉魚門體育館。

## 沿革
2023年香港選舉改革將區議會所有單議席選區取消，觀塘區定為四個雙議席選區，共選出八席民選議員。觀塘東南選區由原有單議席的廣德、興田、藍田、平田、栢雅、俊翔、油塘東、油翠、油麗、油塘西選區合併而成。
2023年區議會選舉，估算人口有163,357人，選民有107,726人，吸引到三人參選。

## 歷屆議員
| 選區名稱 | 屆別           | 議員   | 政治聯繫 | 政治聯繫 | 議員   | 政治聯繫 | 政治聯繫 |
| -------- | -------------- | ------ | -------- | -------- | ------ | -------- | -------- |
| 觀塘東南 | 2024年－2027年 | 龐智笙 |          | 公屋聯會 | 簡銘東 |          | 工聯會   |

## 歷屆選舉結果
| 政党   | 政党     | 候选人    | 票数   | %      | ± |
| ------ | -------- | --------- | ------ | ------ | - |
|        | 工聯會   | ①. 簡銘東 | 12,269 | 39.59% |   |
|        | 公屋聯會 | ②. 龐智笙 | 10,181 | 32.85% |   |
|        | 民建聯   | ③. 陳嘉文 | 8,538  | 27.55% |   |
| 多数票 | 多数票   | 多数票    | 2,088  |        |   |

## 資料來源
1. ↑   (PDF).   [2023年8月23日]. （原始内容 (PDF)存档于2023年10月20日） （繁体中文）.
2. ↑   (PDF).   [2023年11月17日].
3. ↑   (PDF). 選舉管理委員會. 2023-07-11  [2023-08-23]. （原始内容存档 (PDF)于2023-10-14）.
4. ↑   (PDF).   [2023-11-19]. （原始内容存档 (PDF)于2023-11-17）.
5. ↑   (PDF).   [2023-08-23]. （原始内容存档 (PDF)于2023-10-20）.
6. ↑   (PDF).   [2023-11-17]. （原始内容存档 (PDF)于2024-01-10）.